# 学校法人森友学園
学校法人森友学園（がっこうほうじんもりともがくえん）は、日本の学校法人である。大阪市淀川区に本部を置き、かつて私立の幼稚園「塚本幼稚園」を運営していた。同学園が関わった汚職疑惑「森友学園問題」で知られる。

## 沿革
1950年4月1日、1953年8月25日、大阪府の認可を受けた。
1971年3月18日、学校法人森友学園が設立され、塚本幼稚園は学校法人格を有する幼稚園となった。
2017年4月21日、大阪地方裁判所に民事再生法の適用を申請。申請時点での負債額は約16億6500万円。同月28日に大阪地方裁判所より再生手続き開始の決定を受けた。
財務状況の悪化を受け、管財人は塚本幼稚園を2021年3月末での休園とすると発表した。立ち退きを求められた学園側は反発し、4月以降も園児の預かりを続けた。管財人は大阪地裁に不動産の明け渡しを申し立て、地裁は7月7日に仮処分決定を出した。10日に地裁の執行官が民事保全法に基づき、敷地内にいた職員らを立ち退かせる強制執行をした。塚本幼稚園はその後開園することなく2021年11月1日に建物の解体工事が開始された。

## 運営施設
2021年まで一つの幼稚園を運営していた。この他に未開校の小学校が1校ある。

### 塚本幼稚園幼児教育学園
- 塚本幼稚園幼児教育学園（〒532-0026 大阪市淀川区塚本1丁目）[3] - 1951年（昭和26年）4月1日開園。2021年（令和3年）3月休園。

大阪市淀川区塚本にある私立学校であり、共学校である。1950年、私立学校法人初の幼稚園として開設。1953年に大阪府の認可を受けた。2017年3月30日、新理事長に籠池町浪が就任し、教育方針の見直しに言明。
前述にあるように2021年3月に休園し同年11月に解体され、跡地はマンションが建設されている。

#### 教育方針（旧理事長の代）
日本の伝統や文化に重点を置いたカリキュラムのなかで、愛国心等を育むことを目的とし、教育勅語を導入している。園長は、阪神・淡路大震災が発生した際、人々の行動には矜持があったとし、その矜持を育むことこそ教育であると考え、教育の根幹を十二の徳目におき、教育勅語の導入を始めたという。園の方針により、日の丸を掲げ君が代を斉唱している。
行事として伊勢神宮への宿泊を伴う参拝旅行を行っており、高速道路走行のため幼稚園バスは通常の幼稚園バスに使われる幼児専用車では無く全席シートベルト付きのハイバックシートで後部非常口無しのマイクロバスをベースとしている。
運動会では園児たちは「愛国行進曲」と「日の丸行進曲」を歌わされる。このことを60代の女性の投書で知った毎日放送報道部は2003年に取材。同局記者の斉加尚代が幼稚園の周辺で保護者にインタビューしていると、正門から姿を現した園長の籠池泰典はビニール傘を斉加らに目がけて振り下ろした。籠池は「警察呼ぶぞ、警察。撮影テープをここで出せ」と言い、斉加もひるまずに「どうぞ警察を呼んでくださって結構です。ここは公道です」と答えた。パトカーは実際に出動した。毎日放送は同年4月30日、10分間のニュース特集「幼稚園〝日の丸行進曲〟合唱をどう見る？」を放送。塚本幼稚園を正面から取り上げた。
2014年4月に、安倍昭恵首相夫人が、同園の視察と教職員研修で訪問した際、籠池泰典が首相の安倍晋三はどのような人物かと園児に問い、「日本を守ってくれる人」と答え、昭恵夫人は「ありがとう。（安倍首相に）ちゃんと伝えます」と涙を浮かべながら述べたとし、同幼稚園を“愛国”幼稚園であると、産経新聞は2015年1月8日付で報じた。
2016年12月9日に、前園長の籠池泰典による「伝統的な日本人としての美徳を子どもたちに学ばせる」という方針にもとづき、園児たちに「教育勅語」や「五箇条の御誓文」を唱えさせている教育について、ロイター通信社は"戦前教育"と報じた。

#### 評価・批評
- 2016年10月に園長兼学校法人森友学園理事長の籠池泰典は稲田朋美防衛大臣から感謝状を贈られた[24][25][26]。稲田は、感謝状は海上幕僚監部から推薦されたもので、園児からなる鼓笛隊が自衛隊員を歓迎したり、園の保育士が自衛隊へ体験入隊したことを評価したと述べている[26]。
- ケント・ギルバートは、愛国教育を教育方針に含めることについて問題視する要素はないとしており、「もし塚本幼稚園の教育内容を問題視するのであれば、朝鮮学校も問題視しなければアンフェアです。朝鮮学校では北朝鮮に対する強烈な愛国教育と反日教育が行われています。塚本幼稚園の教育を批判するマスコミはなぜ朝鮮学校を批判しないのか。ダブルスタンダードどころか、やるべきことが真逆です。」「左寄りのマスコミ」が「まともな知識と判断能力を持っていない」と批判している[27]。
- 小泉進次郎は、「安倍首相頑張れ」などの運動会選手宣誓について、「確かにあの園児たちの映像は衝撃的。私も地元でいろんな幼稚園、保育園の運動会に行くが、ちょっとあれ異様」と述べた[28]。
- 小林よしのりは「安倍首相ガンバレ」などの唱和について「なんという不気味な光景だ。完全に北朝鮮の子供と一緒ではないか。」とし、「自称保守の大崩壊のスタート」「アナクロ全体主義」などと厳しく批判した[29]。
- ニューヨークタイムズで記者のジョナサン・ソブルは、森友学園問題を記事で取り上げ、園児に軍歌に歌わせ行進させたり教育勅語の唱和をさせたり、園長や副園長がPTA会費使途を問題にした保護者（日本人）を民族差別的な言葉で罵ったり反日外国人呼ばわりしたり中国人や韓国人に対する差別文書を配布し、「外国人からの誤解を招く可能性のある表現」を行ったことをウェブサイトで謝罪したりするなど、右翼の色彩が強く戦前のような愛国教育を行ってることが判明しその実態が批判されている森友学園が日本で政治スキャンダルの渦中にあり、大幅な値引き価格での国有地取得が疑念を持たれ、野党の追及に対し財務省は産業廃棄物やヒ素・鉛を除去せねばならないので値下げしたとしていると報じた。また日本の保守主義者達は学校で日本の侵略戦争史観を生徒に教えていることや戦前の伝統を覆す個人主義・平和主義が気にいらず現代日本の教育をよく批判するとして、反動右翼による戦前回帰の動きがこの学園の事例に見て取れると解説した[30]。
- 学校法人森友学園が運営する幼稚園の元園児の保護者ら十数名が設立した「退園者の会」の一部の人が、「強制的に退園させられた」などとして2016年12月に府教育庁に調査を要望していたが、満足な回答を得られていないとして、2017年3月15日に元園児の保護者らが、幼稚園側の「虐待まがいの行為」や差別的発言などに関して調査・指導を徹底するよう大阪府教育庁に今度は申入書を提出することとなった。同日記者会見を開き「退園させられた人も多い。再発防止の指導を徹底してもらいたい」と訴え、幼稚園が「韓国人と中国人は嫌いです」などと記した手紙を保護者に配布していたことや、園児がお漏らしすると副園長から殴られたりトイレの回数が限られたりするなど虐待まがいの行為が多発していると主張した[31]。
- 在日コリアンらの市民団体「ヘイトスピーチを許さない!大阪の会」などが森友学園が運営する幼稚園のホームページに差別的表現が掲載されていたとし、2017年3月2日に大阪府教育長らに、謝罪と再発防止を学園に指導するよう求める要請書を提出している。ホームページには、指摘の文言が削除され、謝罪が掲載されている[32]。
- 塚本幼稚園は2008年以降、隣接する新北野公園の西側スペースで市への届出なしに体育の授業の一環として園児にラグビーやサッカーなどの球技をさせていた。幼稚園による公園の独占的な使用に反発した地域住民は公園の緑地化を大阪市に要望し、市はいったん緑地化を決定した。しかし、大阪維新の会に所属する市議らが「（市は）完全に嫌がらせに加担してるやんけ」「強行したら絶対にお前ら潰すからな」などと市側を非難し、籠池とともに工事の中止を求め、市は最終的に緑地化の計画を撤回した[33]。

### 瑞穂の國記念小學院
瑞穂の國記念小學院（みづほのくにきねんせうがくゐん）は、大阪府豊中市に所在する未開校の私立小学校であり、2017年4月に開校を予定していた。
前森友学園理事長の籠池泰典によると、「礼節を尊び、愛国心と誇りを育てる」教育をめざし、森友学園が運営している幼稚園で園児が身に着けたことを卒園後も持続させるため、小学校の設立を計画していると述べている。校歌として、「あゝ青春の胸の血は」（1964年日活映画「あゝ青春の胸の血は」主題歌 作詞：西沢爽 作曲：遠藤実）を予定していた。安倍昭恵は設置認可申請中の一時期、名誉校長であったが辞任している。
2016年3月から校舎の建設工事が開始されたが後述の問題により建物は完成直前の2017年3月に大阪府が小学校設置の認可申請を取り消したため、工事も中断し未完成の状態となっている。
翌4月に学園側が民事再生を申請したため、工事費用の支払いを一部しか得られなかった吹田市の建設会社が建物の所有権を主張し建物を管理しており、日中は社員1人が常駐している。水道光熱費など年1千万円以上の経費がかかるとされ、会社側は国に対し土地と建物の一体売却を求めているが、同6月に学園側から土地を買い戻した国は土地を更地にして返還するよう要求しており平行線となっている。同9月22日に建物の敷地内で50代男性が自殺している。
この建設会社は契約時に虚偽の説明をしたとして籠池泰典らに未払いの工事代金のうち1億円の損害賠償を求めた訴訟を起こしたが、1審の大阪地裁、2審の大阪高裁ともに会社側の請求を棄却。2023年5月31日、最高裁は上告を退け会社側の敗訴が確定した。
2023年3月時点で校舎の敷地内は草木が伸び放題の状態となっており、建築資材も置かれたままになっている。

## 小学校建設を巡る問題

### 報道
2016年6月に大阪府豊中市の国有地を小学校建設を目的に森友学園が購入した際に、価格が評価額の14%で払い下げられたこと、「瑞穂の國安倍晋三記念小學院」名目で寄付金を集めていたこと、学校の教育方針などについて、2017年2月に報じられた。
2017年2月9日付朝日新聞では、売却額が同規模の国有地に比べて1割程度であるとし、売却額が公表されていないのは例外的であるなどと報じた。
2017年2月27日に衆議院予算委員会で、森友学園による国有地取得や、運営する幼稚園の運動会における園児の宣誓が取り上げられ、安倍晋三首相は不適切との認識を示した。安倍首相は、この学園の活動や用地取得に関する関与を全面否定している。
小学校の建設を巡っては、「認可の見通しが薄く、（運営している）幼稚園への影響も考慮し、早期に解決を図るため」を理由に2017年3月10日に認可申請の一時取り下げを表明している。認可申請取り下げにより、3月12日に財務省は更地の土地返還を求める方針を発表した。

### 土地取得・建設の経緯
2012年、学校法人森友学園の要望を受け、大阪府が私立小学校設置認可基準を緩和。
2013年9月に、学校法人森友学園は大阪府豊中市の国有地の取得を財務省近畿財務局に要望。
2014年10月、学校法人森友学園は大阪府庁に小学校設置認可を申請。
2015年5月29日、「10年以内の売買契約を前提」に「定期借地権契約を締結」された。
2015年9月4日、学校法人森友学園による私立小学校の校舎及び体育館の建設計画が、国土交通省「平成27年度サステナブル建築物等先導事業（木造先導型）」の採択プロジェクト（費用補助事業）に決定した。2015年12月に本体工事の着工。
2016年3月、学校法人森友学園が地中の大量のごみの存在と、土地を買い取る意向を財務省近畿財務局に報告した。同年6月、土地評価額からごみ撤去費用などを差し引いた金額での売買契約が結ばれ、土地の評価額を9億5600万円、ごみ撤去費用を約8億2000万円とし、評価額からごみ撤去費用などを差し引いた1億3400万円で森友学園側に売却する契約が結ばれた。その後、2016年4月6日に大阪航空局から学園に対し、既成分ごみ撤去工事費用等として1億3176万円が支払われている。
2018年3月2日、財務省が国有地売却に関する決裁文書を書き換えた疑いがあると朝日新聞が報道した。麻生太郎財務相は、地検の捜査に影響を与える可能性があることを理由に「答えは差し控える」と述べた。その後、理財局長在職時に関係者であった佐川宣寿国税庁長官が3月9日に辞任を表明、辞任取材では書き換え疑惑について「捜査を受けている立場なので差し控えたい」と述べた。3月10日、財務省は決裁文書の書き換えを認める方針を固め、3月12日に国会へ報告すると報じられた。

### 隣接地「野田中央公園」の払い下げ
学園に不当に安く売却されたとの根拠は小学校建設予定地の隣接地である「野田中央公園」を建設するのに、豊中市が2010年に近畿財務局から14億2300万円で購入したとして「森友学園への売却額の約10倍」だったことからだと説明されてきた。しかし、豊中市による当該土地購入にあたっては、国庫補助金が財源として充てられており、豊中市の実質負担したのは2134万3000円だけであったとされる。。
2010年10月12日の豊中市議会建設水道常任委員会では、豊中市が当初は負担する土地購入予算は15億455万円で実際の契約金額が14億2,386万円となっていたのが、政権交代後に政府が国庫補助金と合わせて14億262万円が補助金が投入されることで豊中市は当該土地を市の一般財源で払える額の2,124万3,000円だけで購入することが出来るように市の財政負担が激減されることになった旨まちづくり推進部市街地整備室長から答弁があった。そのため、質疑者である公明党の岡本清治議員は、「一般財源で購入することができたと、夢みたいな話でございますが、これはどういうかげんでタイミングよくこうなったかわかりませんけれども、政権かわったからこうなったかどうかわかりませんが」と理由を不明としながら、「どちらにしても当初は理事者も頭を悩ませておった大変大きな金額でありますが、一般財源で買えるといったいいチャンスに恵まれたんではないかと思っております」としている。
ビジネスジャーナルは比較の対象された土地が約14億円で売却されているものの、民主党政権時の補助金で市の購入負担は約2000万円だけだったことから、「森友学園が不当に格安で国有地の払い下げを受けたとする前提が崩れる」と報じている。ビジネスジャーナルで須田慎一郎は「9億5600万円は不当に高い」とし、「土地を手放したい財務省側が大阪府にプレッシャーをかけたと考えるのが妥当ではないか」と述べている。

### 寄付金の有無を巡って
2017年3月16日に参議院予算委員会が籠池泰典に聞き取り調査を行い、籠池泰典が、2016年9月ごろに夫人の安倍昭恵を通して受領したとする安倍晋三からの寄付100万円は建設費の一部であると主張し、同日午後に菅官房長官が安倍首相が寄付したことはないと籠池の発言を否定した。翌17日には菅官房長官が、安倍昭恵が寄付していないことを確認したとして、夫妻ともに一度も寄付したことがないと発表した。
3月18日に森友学園側は、傍証として100万円を入金した際の郵便局の振替受領票を示し、振込用紙の依頼人欄に修正テープの上から手書きで「森友学園」と書かれ、透かして見るとホワイトの下に手書きで「安倍晋三」と書かれていることを公表した。また、籠池町浪は、2015年9月5日に安倍昭恵から受領した寄付金100万円を、7日月曜日に別の職員が郵便局で入金したと主張した。3月23日の証人喚問で籠池泰典は、安倍昭恵と2人きりのときに首相からの寄付であると言付かり、「匿名」でお願いします、と100万円の入った封筒を受領したと主張した。振込用紙の依頼人欄には、『安倍晋三』『匿名』『（学）森友学園』『大』という4つの単語が手書きで書き込まれているが、証人喚問で籠池泰典は、振込用紙全体を副園長の籠池の妻である籠池諄子が書き、郵便局で書き直した『安倍晋三』『匿名』の文字は学園の職員が書いたとした。3月28日に自民党総裁特別補佐の西村康稔は、安倍昭恵と2人きりになった、「匿名にしてほしい」と言われた、安倍昭恵に100万円の寄付受領に関する留守電を残したという籠池の証言についても、昭恵自身が主張する内容と異なっていると述べている。証人喚問における籠池の発言については、複数の自民党議員が「偽証の疑い」について言及し、一方、籠池は「偽証ではない」として抗議文を送っている。
一方籠池夫妻の息子の籠池佳茂氏は、安倍総理から籠池夫妻に100万円の寄付があったという話は菅野完が書いたシナリオであり捏造であると主張している。

#### 振込用紙の筆跡鑑定
自民党は森友学園が提示した郵便局の郵便振替票の筆跡鑑定を複数の鑑定人へ依頼し、フジテレビ系情報番組直撃LIVE グッディ!でも筆跡鑑定の結果が公表された。直撃LIVE グッディ!での鑑定結果は、『匿名』『大』の字は90％の確率で籠池の妻の字であり、『安倍晋三』の字も籠池の妻の字に「酷似」、『（学）森友学園』は籠池の妻ではない、と発表している。

##### 批評
自民党総裁特別補佐の西村康稔は、筆跡鑑定の結果を踏まえると、籠池が証人喚問で100万円を郵便局で振り込んだのは学園の職員であるという証言と食い違うために籠池の妻が入金した可能性があるとし、郵便局の振込用紙の依頼人欄に書き込まれた『安倍晋三』『匿名』『（学）森友学園』『大』という4つの単語のうち、籠池の妻の可能性が90％とされる筆跡で『大』と書き込まれている理由については、籠池の妻が「大阪府」と書こうとして「大」とだけ書いたのではないかと述べている。

#### 受領したとする寄付の返金騒動
2017年6月21日に、籠池泰典が受領したと主張する寄付金100万円を返すため安倍昭恵が経営する居酒屋を訪れたが店側から拒否され、安倍の自宅を尋ねたが断られている。このとき、籠池は取材陣の前で100万円と主張する紙の束を公開したが、産経新聞記者の阿比留瑠比は、束の両面2枚のみが本物で、その間の98枚はお札ではなく白い紙に見えたと主張している。7月1日に秋葉原で行われた安倍晋三による都議選の街頭演説にも、100万円を直接渡すためとして聴衆の一人として参加している。

### 籠池泰典による主張

#### 証人喚問
2017年3月23日10時から参議院予算委員会、14時50分から衆議院予算委員会の各2時間の証人喚問を受けた。
証人喚問後、日本外国特派員協会に対して記者会見を開き、海外メディアでも報道された。
2017年3月28日に自民党は証人喚問での籠池の証言について「偽証の疑いが濃厚」とする検証結果の記者会見を行った。これに対して同月31日付で籠池の代理人弁護士はこの検証結果の内容は法的根拠を欠くもので名誉毀損であるとし、発言を撤回するよう求める抗議書を送った。

#### 民進党ヒアリング
2017年4月28日に国会内で民進党による籠池泰典へのヒアリングが行われた。籠池によると、2012年頃から安倍昭恵と会話を交わす機会があり、2014年に突然、財務省が定期借地に前向きな姿勢に転じたとしている。定期借地契約の交渉の席では、財務局が「賃料にはストライクゾーンがある。上は2700万円、下は2100万円」と述べたとし、籠池が2100万円を要望したとしている。安倍昭恵には20回ほど電話したことがあると述べ、妻の電話の回数は数え切れないとしている。近畿財務局から手順と申請書類の案文を示され「土地取引はスムーズに動くであろうと安堵した」と述べている。

### 安倍昭恵と籠池諄子のメール
3月23日の籠池泰典の証人喚問で、籠池が「口止めとも取れる内容のメール」が安倍昭恵から送信されたと発言したことを受け、24日に、昭恵夫人と籠池の妻とのショートメールが公開され、安倍晋三が参院予算委員会で、妻のメールにやましい内容がなかったとし、「政治家の関与がなかったことが明らかになった」「極めて、もう一度申し上げますが極めて遺憾」「悪意に満ちたものであると申し上げたい」と籠池を批判している。
放送法遵守を求める視聴者の会は、テレビ報道の問題点の一つとして、「森友学園問題をめぐる辻元清美元国土交通副大臣の「3つの疑惑」に関する報道が少ない」と主張している。

### 反響
- 石破茂は、国有地払い下げが格安であったとし、「非常に奇怪な話だ。野党に言われるまでもなく、政府・与党側としてきちんと解明しなければならない」と述べ、全容解明が必要との認識を示した[99]。
- 船田元は、「特別の力学が働いたと思わざるを得ない」、「本当に安倍晋三首相側・役所側に不正がないとすれば、積極的に自ら情報公開すべきだ」と述べている[100]。
- 鴻池祥肇は、2017年3月1日に記者会見を行い、森友学園の籠池泰典理事長と面会した事実を明らかにし、土地取得のための財務省や国土交通省への働きかけについては否定した[101][102][103][104][105]。
- 大阪府知事の松井一郎は、認可審査に必要な資料に疑義が相次いだことに関連し、小学校の建設を不認可とする方針を述べている[106]。また、運営する幼稚園と学園系列の認可保育園で補助金を不正に二重受給していた疑いがあるなどとして、大阪府として調査する意向を表明している[107]。
- 辻元清美は、産経新聞が主張した関西生コン支部のメールについて、捏造と反論している[108]。

## 関連法人
籠池泰典が理事長を務め、人的関係を有する法人や、創立者・森友寛の親族が独立した法人が別途存在する。
- 学校法人籠池学園 - 1982年、南港ポートタウン内に「南港さくら幼稚園」を開園（2012年「開成幼稚園幼児教育学園」に改称）しているが、2014年から休園となっている[109]。2020年11月時点で建物は解体されている[110]。
- 社会福祉法人肇國舎 - 2011年に「高等森友学園保育園」を設立している[3][111]。学校法人森友学園と代表者が同一であることから「森友学園系列の保育園」と報じられている[112][113]。2017年7月から6ヶ月間の事業停止命令が出ており事実上の閉園状態となっていた[114]。同年11月28日継続の意向があったが期限までに計画が提出されなかったため2017年12月31日付けで認可が取り消された[115]。「高等森友学園保育園」の建物は解体されることが2019年に報じられ[116]、2023年3月時点で既に解体されており跡地には住宅が建てられている[17]。
- 学校法人新清和台学園 - 森友寛が存命中の1991年に、兵庫県・愛知県での幼稚園・保育園事業が別の学校法人として独立し、珠算関連の事業に専念した次弟・森友健に代わり1977年から本学園の理事を務めていた末弟の[要出典]森友潔が理事長に就任した[117]。当初は同名の「学校法人森友学園」を名乗っていたが、2024年に「学校法人新清和台学園」に改名した[118]。2024年10月現在は森友新が理事長を務め、「新清和台こども園」などを運営している[119]。

## 不祥事
- 2017年7月31日、国から補助金を不正に受給した詐欺の疑いにより、大阪地検特捜部に籠池泰典と妻・諄子が逮捕され[120]、8月21日には大阪府の補助金について詐欺と詐欺未遂の疑いで再逮捕された[121]。2020年2月19日、大阪地方裁判所は、国と大阪府、大阪市の補助金計約1億7千万円をだまし取ったとして、籠池泰典に懲役5年、妻に懲役3年（執行猶予5年）を言い渡した[122]。2022年4月18日、二審の大阪高等裁判所は、泰典については懲役5年とした一審・大阪地裁判決を支持、諄子については一審判決を破棄し、懲役2年6か月の実刑を言い渡した[123][124]。2023年1月10日に最高裁判所は籠池側の上告を棄却し、二審の大阪高裁判決が確定した[125]。3月13日、2人が大阪高検が入る大阪市内の合同庁舎に出頭し、それぞれ大阪拘置所に収容された。[126]。
- 過去に「邪な考えを持った在日韓国人・支那人」などの民族差別的な文が含まれた文章を保護者に配布し[127]、その後公式サイト上で「これらの内容は全くの事実無根であり、保護者間の分裂を図り、当園の教育活動を著しく害するものです。専門機関による調査の結果、投稿者は、巧妙に潜り込んだ韓国人・中国人等の元不良保護者であることがわかりました。」と保護者を非難する文章[128]を掲載し、後に外国人の方に対して誤解を招く表現があったとして謝罪文を掲載した[129]。